# Вестфельд
Вестфельд (нем. Westfeld) — община в Германии, в земле Нижняя Саксония.
Входит в состав района Хильдесхайм. Подчиняется управлению Зиббессе. Население составляет 942 человека (на 31 декабря 2010 года). Занимает площадь 13,36 км².
| Год  | Население |
| ---- | --------- |
| 1990 | 841       |
| 1995 | 889       |
| 2000 | 931       |
| 2005 | 950       |
| 2010 | 943       |